# Joel Ivo Catapan
Joel Ivo Catapan SVD (* 17. Juni 1927 in Teixeira Soares, Paraná; † 1. Mai 1999 in São Paulo) war ein brasilianischer römisch-katholischer Ordensgeistlicher und Weihbischof in São Paulo.

## Leben
Joel Ivo Catapan trat der Ordensgemeinschaft der Steyler Missionare bei. Er legte 1946 die erste und 1952 die ewige Profess ab. Am 19. März 1953 empfing Catapan das Sakrament der Priesterweihe. Nach weiterführenden Studien wurde er mit einer christologischen Arbeit an der Päpstlichen Universität Gregoriana in Rom zum Doktor der Theologie promoviert. Später war Catapan Provinzial der Ordensprovinz São Paulo der Steyler Missionare und Präsident der Vereinigung der Ordensoberen in Brasilien. Danach gehörte er dem Generalrat seiner Ordensgemeinschaft in Rom an.
Am 11. Dezember 1974 ernannte ihn Papst Paul VI. zum Titularbischof von Macriana Minor und zum Weihbischof in São Paulo. Der Erzbischof von São Paulo, Paulo Evaristo Kardinal Arns OFM, spendete ihm am 25. Januar 1975 in der Catedral da Sé in São Paulo die Bischofsweihe; Mitkonsekratoren waren die Weihbischöfe in São Paulo, Benedito de Ulhôa Vieira und José Thurler. Sein Wahlspruch Ut vitam habeant („Damit sie das Leben haben“) stammt aus Joh 10,10 . Als Weihbischof war Joel Ivo Catapan Bischofsvikar für die Region Santana. Zudem wirkte Catapan als Koordinator der Kommissionen für die Jugendpastoral und die Berufungspastoral der Region Sul 1 der Brasilianischen Bischofskonferenz. Ferner gehörte er der Kommission für die Überprüfung und Approbation der liturgischen Texte an.
Catapan starb am 1. Mai 1999 im Hospital das Clínicas da Universidade de São Paulo. Er wurde in Ponta Grossa beigesetzt.